# Earthcar
earthcar（アースカー）とは、株式会社アース・カーが運営するカーシェアリング事業及びそのブランド名である。
2019年12月に、旧名称「アースカー」からサービスリニューアルに伴い名称変更された。

## 概要
2011年、カーシェアリング事業を始める。
一般的なカーシェアリングサービスは自社で車両を購入し自社で管理をしているが、アースカーはフランチャイズ制で事業を展開した。2017年に「プラットフォーム型カーシェアリング」にリニューアルをしたことで、カーシェアリング事業を希望する法人はearthcarブランド名を使ってカーシェアサービスを行うか、自社独自ブランド名でカーシェアサービスを選択できるようになった。

## 歴史
ISホールディングスのグループ会社で、2009年株式会社アースカーとして会社設立。
2011年3月、カーシェアリングサービス「アースカー」サービスを開始した。
同業他社は自社で車両を購入し、自社で管理する敷地内でカーシェアリングサービを提供するのが一般的であったが、アースカーはフランチャイズ制を導入し、個人や企業がカーシェアリングオーナーとして加盟した。
2019年、カーシェアリングサービスをフランチャイズ制からプラットフォーム型にリニューアルし名称も「earthcar」に変更。
背景として、カーシェアリングを自社のブランドで始めたいという相談が多数あったことと、2017年に始めた駐車場シェアリング「特P」と会員を共通化する仕組みを導入したことである。
「プラットフォーム型カーシェアリング」にリニューアルをしたことで、カーシェアリング事業を希望する法人はearthcarブランド名を使ってカーシェアサービスを行うか、自社独自ブランド名でカーシェアサービスを選択できるようになった。
そのカーシェアリングプラットフォームは柔軟にカスタマイズができる点から、企業以外に自治体なども導入されている。

## 料金
一般的なカーシェアリングは15分単位など短い時間で設定されているのに対し、earthcarは最短4時間単位から借りることができる。
車両によっては12時間単位や1日単位など異なっており、料金設定も車両によって異なる。

### 保険・補償制度
earthcarは全てのクルマが自動車損害保険に加入しており、保険料は利用料金に含まれている。
免責制度があり、事故の際は損害金の一部を免責額として負担することで負担額を超える損害金の支払いを免除される。予約時に免責補償料の支払いを選択することで、事故時の免責額の支払いが免除される。
その他、NOC（ノンオペレーションチャージ）という営業補償の一部として支払いが必要となる。

### 入会金・月会費
入会金（初期費用）・月会費（月額費用）は無料としている。

### 料金システム

#### 時間料金
車両ごとに最低利用時間と金額が異なる。

#### 距離料金
10kmまでは無料としており、10kmを超えたところから10km単位で距離料金が発生する。

## 利用方法
earhcarの共通会員プログラム「earthID」に登録をする必要がある。すでに特Pで会員登録をしていたとしても、earthcarを使うための規約に同意をする必要がある。
会員登録はWEBサイトから行う。会員登録については、必要事項の入力と運転免許証、本人が一緒に写った写真の提出が必要である。
会員登録には審査があり、審査が完了すると利用できることを知らせるメールが届く。その後、WEBサイトから予約を行い、利用ができる。
会員登録の完了から乗車の前までにスマートフォンアプリ「earthcar」をダウンロードする必要がある。
このアプリは、予約した車両の乗車するための解錠と、返却したことを確認するための施錠に必要である。